# Уилям Стайн
 Уилям Хауърд Стайн (на английски: William Howard Stein) е американски биохимик. Той е лауреат на Нобелова награда за химия от 1972 г. заедно с Кристиан Анфинсен и Станфорд Мур за работата им върху структурата на ензима рибонуклеаза и за приноса им към разбирането на връзката между химичната структура и каталитичната активност на рибонуклеазната молекула.

## Биография
Стайн е роден на 25 юни 1911 г. в Ню Йорк. Той е син на Фред Майкъл Стайн, банкер, и Беатрис Сесила, активист за правата на децата. Учи в училището Линкълн в Ню Йорк, където развива интерес към химията, а на 16-годишна възраст се записва в академията Филипс в Ексетър. След това учи в Харвардския университет, завършвайки през 1933 г. Той счита годините си в университета за непродуктивни, тъй като не постига някакви академични успехи, и дори обмисля да изостави кариерата си в химията, но след това открива света на биохимията. На следващата година се премества в департамента по биохимия към Колумбийския университет. Там той работи върху аминокиселинния анализ на протеина еластин, за който по това време се счита, че причинява исхемична болест на сърцето. Докато е все още студент, Стайн се жени за Фийби Хокстадер през 1936 г., от която има три деца.
След като завършва Колумбийския университет през 1937 г., Стайн започва работа в лабораторията на Макс Бергман в Рокфелеровия университет. Там той се запознава с много видни химици, което играе много благоприятна роля върху развитието му. Двамата със Станфорд Мур работят по разработването на точни аналитични методи за определяне на аминокиселинния състав на протеините.
Работата върху протеините е преустановена, поради избухването на Втората световна война, която също така принуждава Мур да замине. След войната Хърбърт Гасер, по това време директор на института Рокфелер, предлага на Мур и Стайн възможност за изследователска дейност. Така започва сътрудничеството, което накрая води до разработването на количествените хроматографични методи за анализ на аминокиселини, автоматизацията им и употребата им. Освен това, Стайн работи активно по обнародването на научната информация по света. През 1972 г. Стайн, Мур и Кристиан Анфинсен са наградени с Нобелова награда за химия.
Стайн работи в Рокфелеровия институт до пенсионирането си, като от време на време служи и като гост-професор в различни реномирани американски университети. Умира на 2 февруари 1980 г. в Ню Йорк.